# Stefan Surzycki

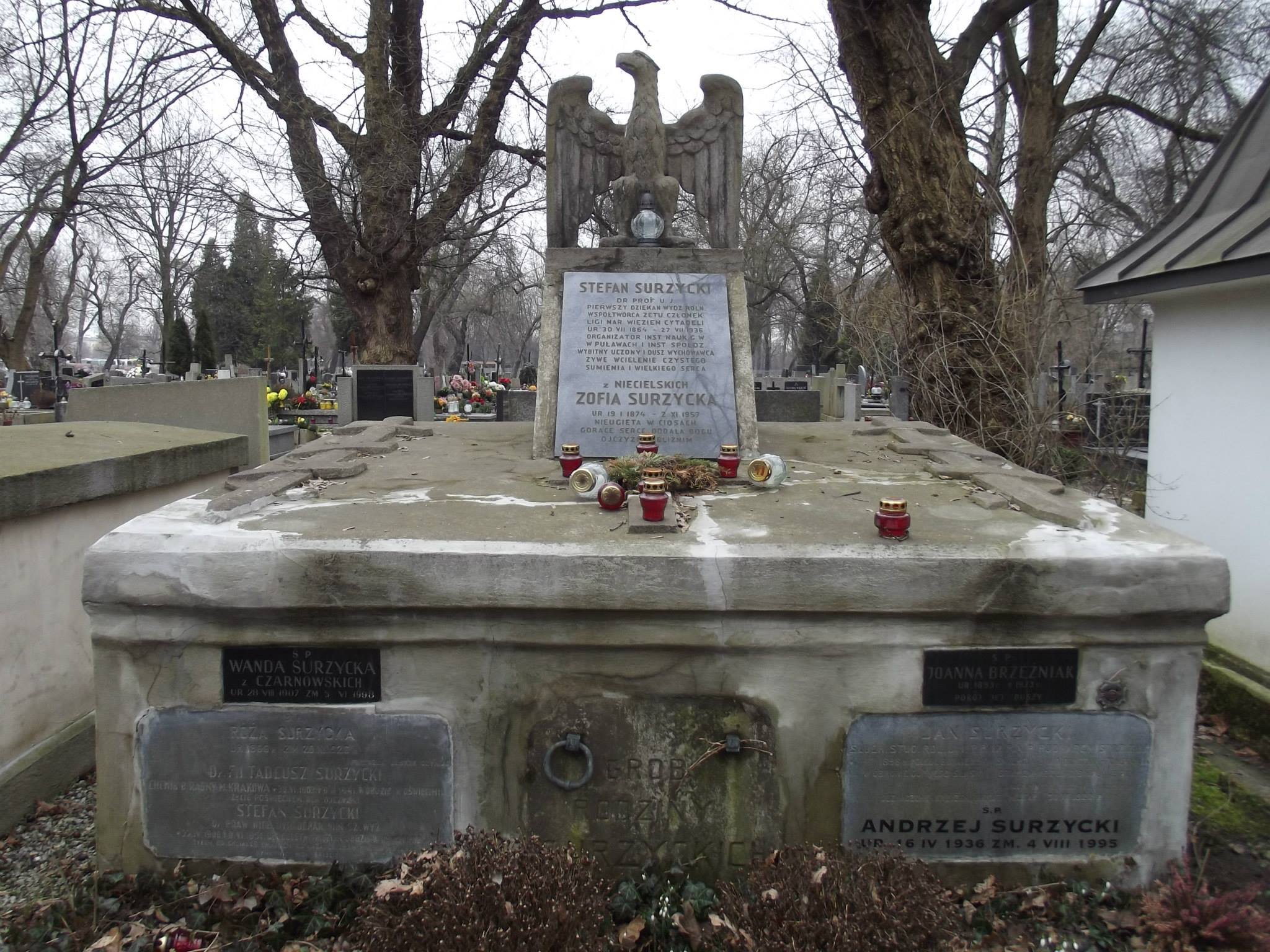
Grobowiec rodzinny Surzyckich na cmentarzu Rakowickim w Krakowie

Stefan Jan Joachim Surzycki (ur. 30 sierpnia 1864 w Różance w ówczesnej guberni siedleckiej, zm. 27 lipca 1936 w Krakowie) – organizator i profesor wydziału rolnego Uniwersytetu Jagiellońskiego. 

## Życiorys
Uczęszczał do gimnazjum klasycznym w Lublinie, po zdaniu matury w 1885 wstąpił na Wydział Prawa Cesarskiego Uniwersytetu Warszawskiego. Od 1886 brał czynny udział w ruchu narodowym, jako jeden z twórców Związku Młodzieży Polskiej „Zet”. Już rok później został relegowany z uczelni za działalność polityczną. Na krótko został przyjęty do majątku Szymona Konarskiego na praktyki rolnicze, później studiował w Halle. Po powrocie do kraju w 1891 został aresztowany i osadzony w cytadeli na okres 3 miesięcy. Po zwolnieniu za kaucją przebywał pod nadzorem policyjnym. Po ogłoszeniu wyroku więzienia i zsyłki na 3 lata uciekł do Krakowa. Z powodu „wilczego biletu” z Uniwersytetu Warszawskiego Stefan Surzycki nie został przyjęty na studia rolnicze na Uniwersytecie Jagiellońskim. Był członkiem Ligi Narodowej w 1893 roku. Wkrótce wyjechał na studia do Lipska i tam ukończył studia z tytułem doktora w 1896. Po powrocie do Galicji przez prawie 10 lat do 1905 pracował w majątkach m.in. Władysława Leona księcia Sapiehy (majątek w Oleszycach) i Andrzeja Kazimierza hrabiego Potockiego (majątki Grójec i Zalas koło Krzeszowic). Członek Towarzystwa Kółek Rolniczych we Lwowie, prezes jego zarządu powiatowego w Krakowie (1914).
W 1905 Stefan Surzycki przyjął propozycję prowadzenia wykładów w Studium Rolniczym Uniwersytetu Jagiellońskiego w zastępstwie prof. Władysława Lubomęskiego. Cztery lata później, w 1909 został mianowany profesorem nadzwyczajnym UJ. W 1919 Stefan Surzycki został mianowany profesorem zwyczajnym ekonomii rolniczej w UJ, następnie w latach 1921–1923 pełnił funkcję dyrektora Studium Rolniczego. Dzięki jego staraniom w 1923 w samodzielny Wydział Rolniczy, którego został pierwszym dziekanem.
Surzycki był czynnym działaczem Stronnictwa Narodowo-Demokratycznego. Od 16 sierpnia do 20 października 1914 był członkiem i zastępcą szefa Departamentu Wojskowego Naczelnego Komitetu Narodowego, jako przedstawiciel Konserwatywnego Centrum był członkiem sekcji zachodniej Naczelnego Komitetu Narodowego.
Jego pierworodny syn Jan (podharcmistrz) (ur. 24 grudnia 1898) poległ w 9 maja 1921 jako ochotnik w III powstaniu śląskim.
W maju 1931 został wyróżniony godnością członka honorowego Towarzystwa Szkoły Ludowej. W latach 30. był członkiem Rady Naczelnej Obozu Wielkiej Polski i Stronnictwa Narodowego.
Na emeryturę przeszedł w styczniu 1936, a 27 lipca zmarł. Został pochowany na cmentarzu Rakowickim w Krakowie (pas 33 III, płd).
W 1951 jego praca Spółdzielczość w nowym ustroju gospodarczym Polski została, wraz z innymi zeszytami serii	„Wiedza to Potęga”, wycofana z polskich bibliotek oraz objęta cenzurą.

## Rodzina
Był synem Tomasza Surzyckiego, lekarza, i Marianny z Ciepielewskich. 31 października 1897 w Kościele Mariackim w Krakowie ożenił się z Zofią Konstancją Eleonorą z Niecielskich, działaczką społeczną i narodową. Mieli razem trzech synów: Jana, Tadeusza i Stefana oraz córkę Zofię, która wyszła za Mariana Nowińskiego.